# Extensión (música)
En música la extensión de un instrumento musical es el intervalo entre el sonido más grave y el más agudo que este puede emitir, sin importar la calidad tímbrica o expresiva.
Desde un punto de vista general, cuando no se aplica a un instrumento o voz, el término tiene un significado más amplio. Así, Jean-Jacques Rousseau (1712-1778) define el término «extensión»:

[La extensión es] la diferencia entre dos sonidos dados que tienen intermediarios.
[La extensión es] la suma de todos los intervalos comprendidos entre los dos extremos.
Rousseau, Jean-Jacques: Diccionario de música.

Otra acepción, en este caso aplicada a la duración, viene dada por Aristóxeno (siglo IV a. C.), según el cual la extensión es:

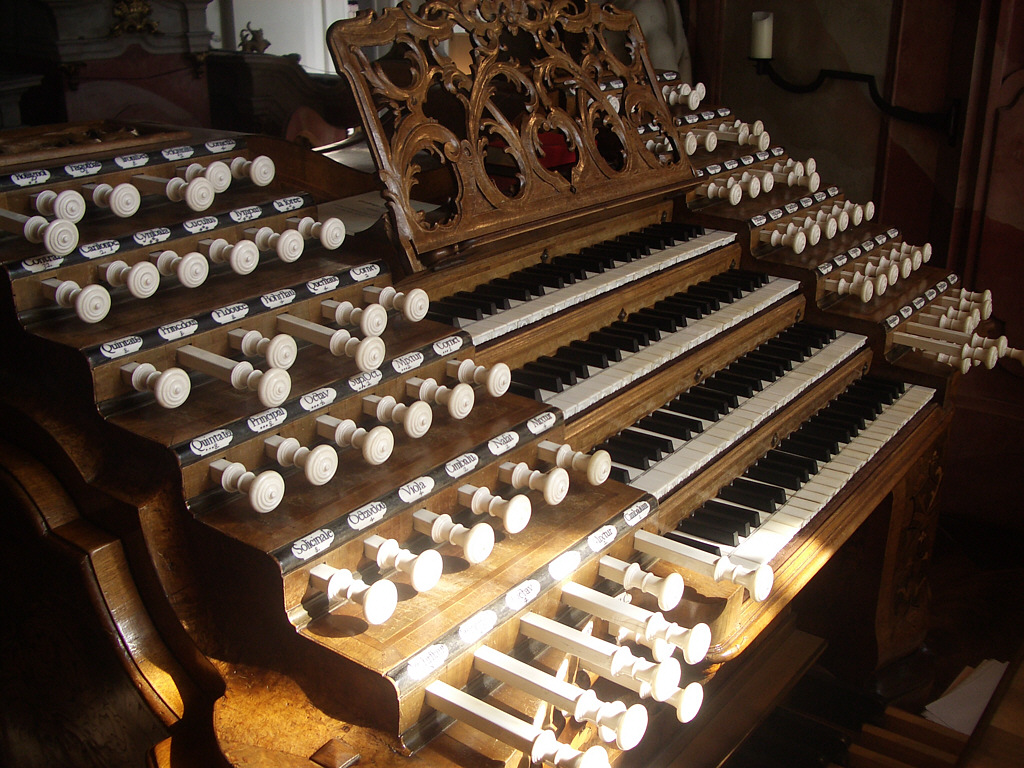
Weingarten, Germany: Basilika St. Martin, Organ by Joseph Gabler.

[...] una de las cuatro partes de la melopea, que consiste en mantener mucho tiempo ciertos sonidos, más allá incluso de su cantidad gramatical.

## En el canto
En el caso de la voz cantante, este intervalo se conoce como extensión vocal, que se diferencia de la tesitura en que esta última hace referencia al intervalo entre el sonido más grave y el más agudo utilizables musicalmente.

## Ejemplos más habituales
*Esta tabla muestra solamente las notas desde Do0, aunque el clarinete subcontrabajo alcanza el Si♭-1 y algunos órganos alcanzan el do-1, (una octava por debajo del do0).
**El índice de las notas que se muestra en la tabla corresponde al sistema de notación internacional. Si se utiliza el sistema de notación franco-belga, el do central se indica do3.